# Icius hamatus
Icius hamatus is een spinnensoort in de taxonomische indeling van de springspinnen (Salticidae).
Het dier behoort tot het geslacht Icius. De wetenschappelijke naam van de soort werd voor het eerst geldig gepubliceerd in 1846 door Carl Ludwig Koch.
Ze geven de voorkeur aan droge en warme omgevingen en kunnen meestal worden ontdekt op bosjes, struiken en de muren van huizen, waar meestal de zon op staat, waar ze actief jagen op hun prooi. 

## Uiterlijke kenmerken
Een volwassen icius hamatus wordt ongeveer 5-7 millimeter lang. Het harige lichaam bij de mannetjes heeft een standaard roestig bruine kleur, met een witte streep in de lengte en een witte lijn op de rand van de opisthosoma. Het kopborststuk is normaal gesproken roestig bruin, terwijl de pedipalpen en de poten wittig zijn. Bij de vrouwtjes is de standaard kleur normaal gesproken bruinig of grijzig, met donkerdere markeringen. Deze spinnen hebben acht ogen met erg grote anterior ogen in het midden en kleinere aan beide kanten. Hun gezichtsvermogen is uitsteken en komt goed van pas bij hun manier van jagen.  